# Marco Ânio Vero (pretor)
Marco Ânio Vero (m. 124) foi um político romano que viveu no século II d.C. e serviu como pretor. Ele era o pai biológico do imperador Marco Aurélio, filho adotivo e sucessor de Antonino Pio.

## História
Vero era filho do senador Marco Ânio Vero com a nobre Rupília Faustina, um sobrinha-neta de Trajano. Ele era irmão do cônsul Marco Ânio Libo e da imperatriz Faustina Maior, esposa de Antonino Pio. Ele se casou com Domícia Lucila, a herdeira de uma rica família proprietária de uma fábrica de telhas. Os dois tiveram dois filhos:
- Marco Ânio Vero, mais conhecido como Marco Aurélio, em 121;
- Ânia Cornifícia Faustina, em 123.

Ânio Vero morreu jovem, ainda como pretor, e com os filhos pequenos, provavelmente em 124. Ambos foram adotados pelo avô, Marco Ânio Vero, que os criou.
Em suas "Meditações", Marco Aurélio, que tinha apenas 3 anos quando o pai morreu, diz sobre ele: "Do que eu ouvi sobre meu pai e da minha memória sobre ele, modéstia e masculinidade".